# Fontanal-María Auxiliadora-Carretera de Carmona
Fontanal-María Auxiliadora-Carretera de Carmona es un barrio de la ciudad de Sevilla, en Andalucía, situado muy cerca del casco histórico, delimitado por la calle Arroyo, la Carretera de Carmona y la Ronda histórica. 
Antigua zona de huertas, las primeras parcelaciones debieron realizarse durante la década de los años 20. La primera noticia del barrio de El Fontanal aparece en el plano de la ciudad en 1928, y ya se encuentran formadas las calles, e incluso rotulada la calle principal, denominada Jabugo. Parte de los primeros vecinos eran trabajadores de las cercanas industrias de la Carretera de Carmona.
Entre estas fechas y 1945 se completó la pavimentación, la numeración y la rotulación de las seis calles de esta pequeña barriada (apenas 200 parcelas), la mayoría relacionadas con el descubrimiento de América: Francisco de Ariño, Pinta, Niña, Santa María, Garci Fernández, Pinzones y la mencionada Jabugo. 
A pesar del desarrollo urbanístico de la ciudad y la aparición de nuevos barrios en la zona, El Fontanal ha conservado prácticamente inalterable su perfil original, con edificaciones bajas de una o dos plantas, y cierto aire rural en medio de la urbe. 
La única alteración visible de las fachadas de El Fontanal son las oficinas de INSECOSA, cuyo propietario es el vecino más conocido del barrio, Manuel Ruiz de Lopera, accionista y expresidente del Real Betis Balompié.[cita requerida]